# Cathy Turner
Cathy Turner (Rochester, 10 april 1962) is een Amerikaans voormalig shorttrackster. Naast haar sportcarrière is ze een tijdje zangeres geweest en verder actief als spreker, commentator en auteur.

## Carrière
Cathy Turner plaatste zich niet voor het schaatsen op de Olympische Winterspelen 1980 waarna ze het schaatsen een tijdje op een zijspoor zette. Voor het shorttrack op de Olympische Winterspelen 1992 in Albertville maakte ze een comeback met goud op de 500 meter en zilver op de relay, twee jaar later bij het shorttrack op de Olympische Winterspelen 1994 in Lillehammer prolongeerde ze haar olympische titel op de 500 meter en won dit keer brons op de relay. Tijdens het shorttrack op de Olympische Winterspelen 1998 deed ze voor de derde keer mee, maar de Amerikaanse damesploeg kwam dit keer niet verder dan een vijfde plaats op de relay.
1992: Cathy Turner ·
1994: Cathy Turner ·
1998: Annie Perreault ·
2002: Yang Yang (A) ·
2006: Wang Meng ·
2010: Wang Meng ·
2014: Li Jianrou ·
2018: Arianna Fontana ·
2022: Arianna Fontana